# Tipula lundbladi
Tipula lundbladi är en tvåvingeart som beskrevs av Mannheims 1962. Tipula lundbladi ingår i släktet Tipula och familjen storharkrankar. Inga underarter finns listade i Catalogue of Life.